# Grand Prix Bahrajnu 2017
Grand Prix Bahrajnu 2017 (oficjalnie 2017 Formula 1 Gulf Air Bahrain Grand Prix) – trzecia eliminacja Mistrzostw Świata Formuły 1 w sezonie 2017. Grand Prix odbyło się w dniach 14–16 kwietnia 2017 roku na torze Bahrain International Circuit w Sakhir.

## Lista startowa
Źródło: Wyprzedź Mnie!
| Nr | Kierowca          | Zespół                           | Samochód                      | Silnik                | Opony |
| -- | ----------------- | -------------------------------- | ----------------------------- | --------------------- | ----- |
| 2  | Stoffel Vandoorne | McLaren Honda Formula 1 Team     | McLaren MCL32                 | Honda RA617H 1.6T V6  | P     |
| 3  | Daniel Ricciardo  | Red Bull Racing                  | Red Bull RB13                 | TAG Heuer 1.6T V6     | P     |
| 5  | Sebastian Vettel  | Scuderia Ferrari                 | Ferrari SF70H                 | Ferrari 059/5 1.6T V6 | P     |
| 7  | Kimi Räikkönen    | Scuderia Ferrari                 | Ferrari SF70H                 | Ferrari 062 1.6T V6   | P     |
| 8  | Romain Grosjean   | Haas F1 Team                     | Haas VF-17                    | Ferrari 062 1.6T V6   | P     |
| 9  | Marcus Ericsson   | Sauber F1 Team                   | Sauber C36                    | Ferrari 059/5 1.6T V6 | P     |
| 11 | Sergio Pérez      | Sahara Force India F1 Team       | Force India VJM10             | Mercedes 1.6T V6      | P     |
| 14 | Fernando Alonso   | McLaren Honda Formula 1 Team     | McLaren MCL32                 | Honda RA617H 1.6T V6  | P     |
| 18 | Lance Stroll      | Williams Martini Racing          | Williams FW40                 | Mercedes 1.6T V6      | P     |
| 19 | Felipe Massa      | Williams Martini Racing          | Williams FW40                 | Mercedes 1.6T V6      | P     |
| 20 | Kevin Magnussen   | Haas F1 Team                     | Haas VF-17                    | Ferrari 059/5 1.6T V6 | P     |
| 26 | Daniił Kwiat      | Scuderia Toro Rosso              | Toro Rosso STR12              | Renault 1.6T V6       | P     |
| 27 | Nico Hülkenberg   | Renault Sport Formula One Team   | Renault R.S.17                | Renault 1.6T V6       | P     |
| 30 | Jolyon Palmer     | Renault Sport Formula One Team   | Renault R.S.16                | Renault 1.6T V6       | P     |
| 31 | Esteban Ocon      | Sahara Force India F1 Team       | Force India VJM10             | Mercedes 1.6T V6      | P     |
| 33 | Max Verstappen    | Red Bull Racing                  | Red Bull RB13                 | TAG Heuer 1.6T V6     | P     |
| 44 | Lewis Hamilton    | Mercedes AMG Petronas Motorsport | Mercedes AMG F1 W08 EQ Power+ | Mercedes 1.6T V6      | P     |
| 55 | Carlos Sainz Jr.  | Scuderia Toro Rosso              | Toro Rosso STR12              | Renault 1.6T V6       | P     |
| 77 | Valtteri Bottas   | Mercedes AMG Petronas Motorsport | Mercedes AMG F1 W08 EQ Power+ | Mercedes 1.6T V6      | P     |
| 94 | Pascal Wehrlein   | Sauber F1 Team                   | Sauber C36                    | Ferrari 059/5 1.6T V6 | P     |
| Nr | Kierowca          | Zespół                           | Samochód                      | Silnik                | Opony |

## Wyniki

### Sesje treningowe
Źródło: Wyprzedź Mnie!
| Sesja | Nr | Kierowca         | Konstruktor               | Czas     | Okr. |
| ----- | -- | ---------------- | ------------------------- | -------- | ---- |
| 1     | 5  | Sebastian Vettel | Ferrari                   | 1:32,697 | 21   |
| 2     | 5  | Sebastian Vettel | Ferrari                   | 1:31,310 | 29   |
| 3     | 33 | Max Verstappen   | Red Bull Racing–TAG Heuer | 1:32,194 | 8    |

### Kwalifikacje
Źródło: Wyprzedź Mnie!
| Poz. | Nr | Kierowca          | Konstruktor          | Q1       | Q2       | Q3       | Poz. s. |
| --- | --- | ----------------- | -------------------- | -------- | -------- | -------- | ------- |
| 1 | 77 | Valtteri Bottas   | Mercedes             | 1:31,041 | 1:29,555 | 1:28,769 | 1       |
| 2 | 44 | Lewis Hamilton    | Mercedes             | 1:30,814 | 1:29,535 | 1:28,792 | 2       |
| 3 | 5 | Sebastian Vettel  | Ferrari              | 1:31,037 | 1:29,596 | 1:29,247 | 3       |
| 4 | 3 | Daniel Ricciardo  | Red Bull–TAG Heuer   | 1:31,667 | 1:30,497 | 1:29,545 | 4       |
| 5 | 7 | Kimi Räikkönen    | Ferrari              | 1:30,988 | 1:29,843 | 1:29,567 | 5       |
| 6 | 33 | Max Verstappen    | Red Bull–TAG Heuer   | 1:30,904 | 1:30,307 | 1:29,687 | 6       |
| 7 | 27 | Nico Hülkenberg   | Renault              | 1:31,057 | 1:30,169 | 1:29,842 | 7       |
| 8 | 19 | Felipe Massa      | Williams–Mercedes    | 1:31,373 | 1:30,677 | 1:30,074 | 8       |
| 9 | 8 | Romain Grosjean   | Haas–Ferrari         | 1:31,691 | 1:30,857 | 1:30,763 | 9       |
| 10 | 30 | Jolyon Palmer     | Renault              | 1:31,458 | 1:30,899 | 1:31,074 | 10      |
| 11 | 26 | Daniił Kwiat      | Toro Rosso           | 1:31,531 | 1:30,923 | –        | 11      |
| 12 | 18 | Lance Stroll      | Williams–Mercedes    | 1:31,748 | 1:31,168 | –        | 12      |
| 13 | 94 | Pascal Wehrlein   | Sauber–Ferrari       | 1:31,995 | 1:31,414 | –        | 13      |
| 14 | 31 | Esteban Ocon      | Force India–Mercedes | 1:31,774 | 1:31,684 | –        | 14      |
| 15 | 14 | Fernando Alonso   | McLaren–Honda        | 1:32,054 | –        | –        | 15      |
| 16 | 55 | Carlos Sainz Jr.  | Toro Rosso           | 1:32,118 | –        | –        | 16      |
| 17 | 2 | Stoffel Vandoorne | McLaren–Honda        | 1:32,313 | –        | –        | 17      |
| 18 | 11 | Sergio Pérez      | Force India–Mercedes | 1:32,318 | –        | –        | 18      |
| 19 | 9 | Marcus Ericsson   | Sauber–Ferrari       | 1:32,543 | –        | –        | 19      |
| 20 | 20 | Kevin Magnussen   | Haas–Ferrari         | 1:32,900 | –        | –        | 20      |
| Poz. | Nr | Kierowca          | Konstruktor          | Q1       | Q2       | Q3       | Poz. s. |
| \| Legenda \| Legenda \| \| ------------------------ \| ---------------------------------------------------------------------------------------------------------------------------------------------------------------------------------------------------------------------------------------------------------------- \| \| Poz. Nr Q1 Q2 Q3 Poz. s. \| Pozycja zajęta w sesji kwalifikacyjnej Numer startowy kierowcy Wynik uzyskany w pierwszej części kwalifikacji Wynik uzyskany w drugiej części kwalifikacji Wynik uzyskany w trzeciej części kwalifikacji Pozycja startowa po uwzględnięniu kar, przesunięć, itp. \| | |                   |                      |          |          |          |         |
| Legenda | |                   |                      |          |          |          |         |
| Poz. Nr Q1 Q2 Q3 Poz. s. | Pozycja zajęta w sesji kwalifikacyjnej Numer startowy kierowcy Wynik uzyskany w pierwszej części kwalifikacji Wynik uzyskany w drugiej części kwalifikacji Wynik uzyskany w trzeciej części kwalifikacji Pozycja startowa po uwzględnięniu kar, przesunięć, itp. |                   |                      |          |          |          |         |

### Wyścig
Źródło: Wyprzedź Mnie!
| P                                                     | + / –     | Nr | Kierowca          | Konstruktor          | Okr. | Czas / Strata | Komentarz           |
| ----------------------------------------------------- | --------- | -- | ----------------- | -------------------- | ---- | ------------- | ------------------- |
| 1                                                     | 2         | 5  | Sebastian Vettel  | Ferrari              | 57   | 1:33:53,374   |                     |
| 2                                                     | Bez zmian | 44 | Lewis Hamilton    | Mercedes             | 57   | +0:06,660     |                     |
| 3                                                     | 2         | 77 | Valtteri Bottas   | Mercedes             | 57   | +0:20,397     |                     |
| 4                                                     | 1         | 7  | Kimi Räikkönen    | Ferrari              | 57   | +0:22,475     |                     |
| 5                                                     | 1         | 3  | Daniel Ricciardo  | Red Bull–TAG Heuer   | 57   | +0:39,346     |                     |
| 6                                                     | 2         | 19 | Felipe Massa      | Williams–Mercedes    | 57   | +0:54,326     |                     |
| 7                                                     | 11        | 11 | Sergio Pérez      | Force India–Mercedes | 57   | +1:02,606     |                     |
| 8                                                     | 1         | 8  | Romain Grosjean   | Haas–Ferrari         | 57   | +1:14,865     |                     |
| 9                                                     | 2         | 27 | Nico Hülkenberg   | Renault              | 57   | +1:20,188     |                     |
| 10                                                    | 4         | 31 | Esteban Ocon      | Force India–Mercedes | 57   | +1:35,711     |                     |
| 11                                                    | 2         | 94 | Pascal Wehrlein   | Sauber–Ferrari       | 56   | +1 okr.       |                     |
| 12                                                    | 1         | 26 | Daniił Kwiat      | Toro Rosso           | 56   | +1 okr.       |                     |
| 13                                                    | 3         | 30 | Jolyon Palmer     | Renault              | 56   | +1 okr.       |                     |
| 14                                                    | 1         | 14 | Fernando Alonso   | McLaren–Honda        | 54   | +3 okr.       | silnik              |
| Niesklasyfikowani                                     |           |    |                   |                      |      |               |                     |
|                                                       |           | 9  | Marcus Ericsson   | Sauber–Ferrari       | 50   | +7 okr.       | skrzynia biegów     |
|                                                       |           | 55 | Carlos Sainz Jr.  | Toro Rosso           | 12   | +45 okr.      | kolizja ze Strollem |
|                                                       |           | 18 | Lance Stroll      | Williams–Mercedes    | 12   | +45 okr.      | kolizja z Sainzem   |
|                                                       |           | 33 | Max Verstappen    | Red Bull–TAG Heuer   | 11   | +46 okr.      | hamulce             |
|                                                       |           | 20 | Kevin Magnussen   | Haas–Ferrari         | 8    | +49 okr.      | elektryka           |
| Nie wystartowali / niedopuszczeni do ponownego startu |           |    |                   |                      |      |               |                     |
|                                                       |           | 2  | Stoffel Vandoorne | McLaren–Honda        | 0    |               |                     |
| P                                                     | + / –     | Nr | Kierowca          | Konstruktor          | Okr. | Czas / Strata | Komentarz           |

### Najszybsze okrążenie
Źródło: Wyprzedź Mnie!
| Nr | Kierowca       | Konstruktor | Czas     | Okr. |
| -- | -------------- | ----------- | -------- | ---- |
| 44 | Lewis Hamilton | Mercedes    | 1:32,798 | 46   |

## Prowadzenie w wyścigu
Źródło: Racing–Reference.info
| Nr                              | Kierowca         | Okrążenia    | Suma |
| ------------------------------- | ---------------- | ------------ | ---- |
| 5                               | Sebastian Vettel | 13-32, 41-57 | 35   |
| 77                              | Valtteri Bottas  | 1-13         | 13   |
| 44                              | Lewis Hamilton   | 32-41        | 9    |
| \| Wykres \| \| ------ \| \| \| |                  |              |      |
| Wykres                          |                  |              |      |
|                                 |                  |              |      |

## Klasyfikacja po zakończeniu wyścigu

### Kierowcy
| P                 | +/− | Kierowca           | Starty | Punkty | P1 | P2 | P3 | PP | NO | NS |
| ----------------- | --- | ------------------ | ------ | ------ | -- | -- | -- | -- | -- | -- |
| 1                 | 0   | Sebastian Vettel   | 3      | 68     | 2  | 1  | –  | –  | –  | –  |
| 2                 | 0   | Lewis Hamilton     | 3      | 61     | 1  | 2  | –  | 2  | 2  | –  |
| 3                 | +1  | Valtteri Bottas    | 3      | 38     | –  | –  | 2  | 1  | –  | –  |
| 4                 | +1  | Kimi Räikkönen     | 3      | 34     | –  | –  | –  | –  | 1  | –  |
| 5                 | −2  | Max Verstappen     | 3      | 25     | –  | –  | 1  | –  | –  | 1  |
| 6                 | 0   | Daniel Ricciardo   | 3      | 22     | –  | –  | –  | –  | –  | 1  |
| 7                 | +1  | Felipe Massa       | 3      | 16     | –  | –  | –  | –  | –  | –  |
| 8                 | +1  | Sergio Pérez       | 3      | 14     | –  | –  | –  | –  | –  | –  |
| 9                 | −2  | Carlos Sainz Jr.   | 3      | 10     | –  | –  | –  | –  | –  | 1  |
| 10                | +4  | Romain Grosjean    | 3      | 4      | –  | –  | –  | –  | –  | 1  |
| 11                | −1  | Kevin Magnussen    | 3      | 4      | –  | –  | –  | –  | –  | 2  |
| 12                | 0   | Esteban Ocon       | 3      | 3      | –  | –  | –  | –  | –  | –  |
| 13                | 0   | Nico Hülkenberg    | 3      | 2      | –  | –  | –  | –  | –  | –  |
| 14                | −3  | Daniił Kwiat       | 3      | 2      | –  | –  | –  | –  | –  | 1  |
| 15                | N   | Pascal Wehrlein    | 1      | 0      | –  | –  | –  | –  | –  | –  |
| 16                | −1  | Antonio Giovinazzi | 2      | 0      | –  | –  | –  | –  | –  | 1  |
| 17                | 0   | Jolyon Palmer      | 3      | 0      | –  | –  | –  | –  | –  | 1  |
| 18                | −2  | Stoffel Vandoorne  | 2      | 0      | –  | –  | –  | –  | –  | 1  |
| 19                | N   | Fernando Alonso    | 3      | 0      | –  | –  | –  | –  | –  | 2  |
| 20                | −2  | Marcus Ericsson    | 3      | 0      | –  | –  | –  | –  | –  | 2  |
| Niesklasyfikowani |     |                    |        |        |    |    |    |    |    |    |
|                   |     | Lance Stroll       | 3      | –      | –  | –  | –  | –  | –  | 3  |
| P                 | +/− | Kierowca           | Starty | Punkty | P1 | P2 | P3 | PP | NO | NS |

### Konstruktorzy
| P  | +/− | Konstruktor               | Starty | Punkty | P1 | P2 | P3 | PP | NO | NS |
| -- | --- | ------------------------- | ------ | ------ | -- | -- | -- | -- | -- | -- |
| 1  | +1  | Ferrari                   | 6      | 102    | 2  | 1  | –  | –  | 1  | –  |
| 2  | −1  | Mercedes                  | 6      | 99     | 1  | 2  | 2  | 3  | 2  | –  |
| 3  | 0   | Red Bull Racing TAG Heuer | 6      | 47     | –  | –  | 1  | –  | –  | 2  |
| 4  | +1  | Force India Mercedes      | 6      | 17     | –  | –  | –  | –  | –  | –  |
| 5  | +1  | Williams Mercedes         | 6      | 16     | –  | –  | –  | –  | –  | 3  |
| 6  | −2  | Toro Rosso                | 6      | 12     | –  | –  | –  | –  | –  | 2  |
| 7  | 0   | Haas Ferrari              | 6      | 8      | –  | –  | –  | –  | –  | 3  |
| 8  | 0   | Renault                   | 6      | 2      | –  | –  | –  | –  | –  | 1  |
| 9  | 0   | Sauber Ferrari            | 6      | 0      | –  | –  | –  | –  | –  | 3  |
| 10 | 0   | McLaren Honda             | 5      | 0      | –  | –  | –  | –  | –  | 3  |
| P  | +/− | Kierowca                  | Starty | Punkty | P1 | P2 | P3 | PP | NO | NS |